# Museo de la Uva y el Vino (MUV)
El Museo de la Uva y el Vino (MUV) se encuentra en el Municipio de Las Piedras, Canelones, capital de la uva y el vino de Uruguay. Funciona en la sede de la Escuela   Superior de Vitivinicultura, edificio considerado como patrimonio nacional.

## Nacimiento
El MUV tuvo su origen a partir de la iniciativa de la Intendencia de Canelones, por medio de la Comisión Honoraria de Patrimonio. Contó con aportes del "Proyecto Uruguay Integra" y de la Comunidad Europea. Desde su creación procuró valorizar el patrimonio de la comunidad rural que lo rodea.

## Características
El Museo de la Uva y el Vino, se posiciona en el año 2011 como lugar de encuentro del sector y referencia para las instituciones educativas locales.  
Funciona en la antigua cava de la Escuela Superior de Vitivinicultura(UTU/ANEP), donde se forman los enólogos del país desde hace más de 80 años. Su edificio principal (inaugurado en 1944), fue proyectado por Julia Guarino, primera mujer recibida de Arquitecta en América Latina (1923). La Intendencia de Canelones protege el edificio con medidas cautelares desde 2007; y en 2016 la Comisión Nacional de Patrimonio lo declara como Monumento Histórico Nacional.  
En el corazón mismo de la Capital de la Uva y el Vino y rodeado de un paisaje vitivinícola, este nuevo emplazamiento ofrecerá al visitante un relato de la vitivinicultura en el contexto histórico y geográfico; a escala local, nacional y global. Además el MUV posee un gran acervo de objetos relacionados con la vitivinicultura.  
En el año 2020 se realiza el Plan Estratégico Metropolitano de Enoturismo, en el marco del proyecto Polo Vitivinícola Metropolitano de la IC y ANDE. Este proyecto le dio un impulso concentrador y sinérgico de las principales instituciones del sector, como son La Escuela Superior de Vitivinicultura, el Instituto Nacional de Vitivinicultura (INAVI), la Asociación de Enólogos del Uruguay (AEU) y el mismo museo.  

## Enfoque y acervo
El enfoque general del MUV se orienta hacia la historia del vino, con especial interés en la historia del vino y la vid en Uruguay, en particular en la región metropolitana, que incluye a los departamentos de Montevideo y Canelones. El museo cuenta con una colección digitalizada de etiquetas de bodegas locales. También cuenta con una colección de maquinaria y equipos asociados al cultivo de la vid y a la producción de vinos.